# Келлер, Павел Фёдорович
Граф Па́вел Фёдорович Ке́ллер (21 мая (2 июня) 1883, Вильна — 17 июня 1980, Ойтин, Шлезвиг-Гольштейн, ФРГ) — морской офицер Русского Императорского флота (подводник, капитан 1-го ранга), офицер румынской армии (полковник разведки). Участвовал в Русско-японской и в Первой мировой войнах, в Гражданской войне в России на стороне «белых», во Второй мировой войне на стороне королевства Румыния и затем репрессированный в СССР; по освобождении — эмигрант во Франции и Западной Германии.

## Биография
Родился 21 мая (2 июня) 1883 года в Вильнюсе. Сын генерала от кавалерии графа Фёдора Артуровича Келлера и Елизаветы-Марии Эдуардовны фон Рённе. Лютеранского вероисповедания.
В 1901 году окончил Морской кадетский корпус, произведен в мичманы (на военной службе гардемарином с 1899 года).
Участник Русско-японской войны и обороны Порт-Артура. В 1904 году в Порт-Артуре — мичман, вахтенный начальник ЭБР «Победа», флаг-офицер штаба временно командующего эскадрой в Порт-Артуре (30.07–25.08.1904).
После войны — на Балтике. В 1907 году окончил курс Учебного отряда подводного плавания в Либаве, зачислен в «Список офицеров подводного плавания», лейтенант. Командир подводных лодок «Пескарь» (1906—1907), затем «Камбала» (1907—1909).
Состоял в прикомандировании к Морскому Генеральному штабу (23.06.1909—09.05.1911), военно-морской агент в Дании, Швеции и Норвегии (09.05.1911—1914); с 10 апреля 1911 года — старший лейтенант.
С 6 апреля 1914 года — капитан 2-го ранга, и. д. старшего офицера (с 03.03.1914), старший офицер (14.04.1914—1915) крейсера «Адмирал Макаров»; командир дивизиона подводных лодок типа «АГ»; флаг-капитан штаба начальника дивизии подводных лодок Балтийского моря. Участник Первой мировой войны.

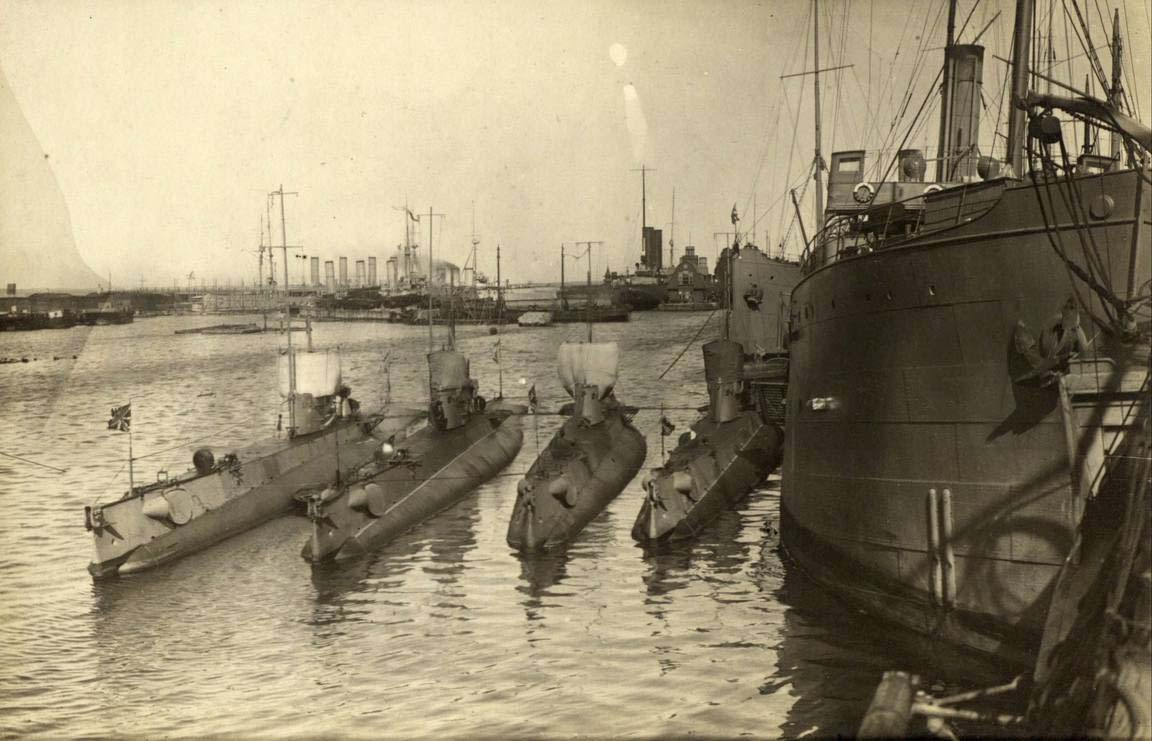
Дивизион подводных лодок типа «АГ», которым командовал
граф П. Ф. Келлер.

11 мая 1917 года отчислен от должности и переведён на Черноморский флот. Командовал эсминцем «Пылкий».
12 сентября 1917 года «за отличие по службе» произведен в капитаны 1-го ранга, со старшинством с 28 июля 1917 года.
5 марта 1918 года, после Октябрьской революции и прихода к власти большевиков, уволен от службы.
Участник Гражданской войны в России на стороне Белого движения. В 1919—1922 годах входил в состав службы русской военно-морской разведки «O.K.».
После эвакуации из Крыма в 1920 году служил в румынской разведке в чине полковника, участвовал во Второй мировой войне. В 1944 году в Крыму как румынский офицер попал в плен Советской Армии. Осуждён, 11 лет находился в лагерях.
В 1955 году освобождён; вернулся в Румынию. В ноябре того же года перебрался во Францию.
Переехал в Западную Германию. Умер в городе Ойтин в возрасте 97 лет.

## Награды
- Орден Святого Станислава 3-й степени с мечами и бантом (26.03.1904)
- Орден Святого Владимира 4-й степени с мечами и бантом (12.12.1905)
- Медаль «В память русско-японской войны» (серебряная, 1906)
- Орден Святой Анны 3-й степени (22.04.1907)
- Орден Святого Станислава 2-й степени (06.12.1911)
- Медаль «В память 300-летия царствования дома Романовых» (1913)
- Крест «За Порт-Артур» (офицерский, 1914)
- Орден Святой Анны 2-й степени с мечами (05.01.1915)
- Медаль «В память 200-летия морского сражения при Гангуте» (1915)

знаки:
- Знак «В память 200-летнего юбилея Морского корпуса» (1901)
- Золотой знак в память окончания курса Морского кадетского корпуса (1910)

Иностранные награды:
- шведский орден Вазы, командорский крест 2 класса (1914)
- французский орден Почётного легиона, кавалерский крест (1914)
- норвежский орден Святого Олафа, кавалерский крест 1 класса (1914)
- датский орден Данеброг, кавалерский крест (1914)

## Семья

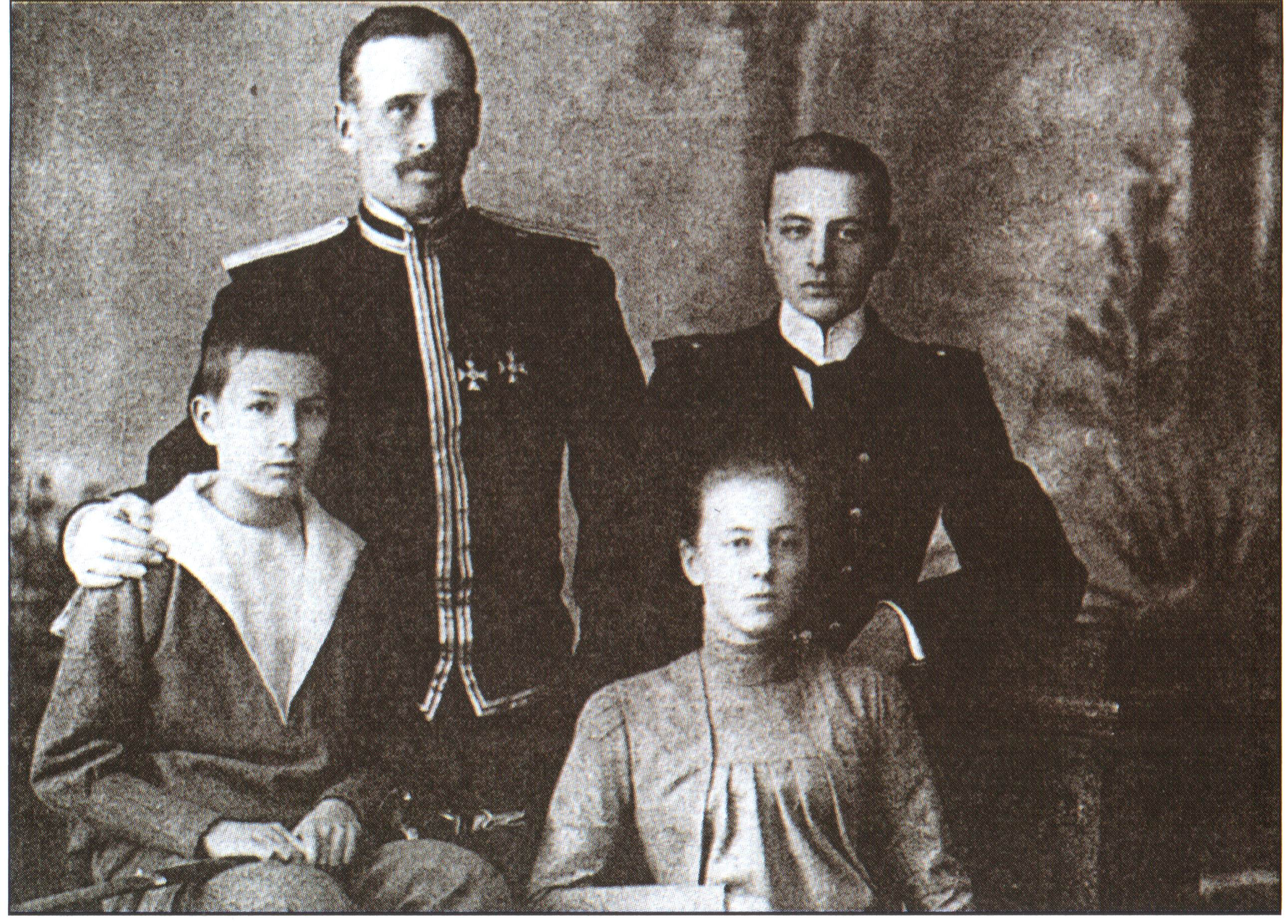
Граф Ф. А. Келлер с детьми: Павлом — справа; Александром и Елизаветой — сидят.

- Отец — граф Фёдор Артурович Келлер, генерал от кавалерии.
- Мать — баронесса Елизавета Мария Эдуардовна фон Ренне (1862—1929).

Братья и сестра:
- Елизавета (нем. Ludowika Elisabeth; 1885—1965).
- Александр (нем. Alexander; 1887—1944).
- Борис (нем. Boris; 1896—1919), сотник; погиб в гражданскую войну.

- Дядя: граф Артур Артурович Келлер, — также избрал военную карьеру кавалериста и умер в 1915 году в чине генерал-майора от последствий контузии, полученной в Великой войне.
- Двоюродный дядя: граф Фёдор Эдуардович Келлер, генерал-лейтенант; убит в сражении на Русско-японской войне.
  - Троюродный брат: граф Келлер, Александр Фёдорович (1883—1946), полковник.

Был женат (с 1909 года) на графине Марии Ребиндер (1885—1971). 
Дети:
- Павел (1912—?)
- Фёдор (1913—1914)
- Александр (1915—1942)